# Cúp Vàng CONCACAF 2002
Cúp Vàng CONCACAF 2002 là Cúp Vàng CONCACAF lần thứ 6 do CONCACAF tổ chức.
Giải đấu được diễn ra tại Hoa Kỳ từ 18 tháng 1 đến 2 tháng 2 năm 2002. Giải đấu có 12 đội tham dự, trong đó đội tuyển bóng đá quốc gia Ecuador là đội khách mời từ CONMEBOL và Hàn Quốc là đội khách mời từ AFC, chia làm 4 bảng 3 đội để chọn ra 4 đội đứng đầu bảng giành quyền vào vòng trong. Chủ nhà Hoa Kỳ giành chức vô địch lần thứ 2 sau khi vượt qua Costa Rica 2–0 ở trận chung kết.

## Các đội giành quyền tham dự
| - Hoa Kỳ (chủ nhà) - Canada (đương kim vô địch) - México (dự thẳng) - Guatemala (vô địch cúp bóng đá Trung Mỹ 2001) - Costa Rica (á quân cúp bóng đá Trung Mỹ 2001) - El Salvador (hạng ba cúp bóng đá Trung Mỹ 2001) | - Trinidad và Tobago (vô địch Cúp Caribe 2001) - Haiti (hạng ba Cúp Caribe 2001) - Martinique (hạng ba Cúp Caribe 2001) - Cuba (thắng vòng play-off) - Ecuador (khách mời) - Hàn Quốc (khách mời) |

## Địa điểm
| Pasadena, California | Miami, Florida   |
| -------------------- | ---------------- |
| Rose Bowl            | Orange Bowl      |
| Sức chứa: 93.000     | Sức chứa: 74.000 |
|                      |                  |

## Vòng bảng

### Bảng A
| Đội         | Trận | Thắng | Hòa | Thua | BT | BB | HS | Điểm |
| ----------- | ---- | ----- | --- | ---- | -- | -- | -- | ---- |
| México      | 2    | 2     | 0   | 0    | 4  | 1  | +3 | 6    |
| El Salvador | 2    | 1     | 0   | 1    | 1  | 1  | 0  | 3    |
| Guatemala   | 2    | 0     | 0   | 2    | 1  | 4  | −3 | 0    |

| El Salvador | 0–1        | México     |
| ----------- | ---------- | ---------- |
|             | (Chi tiết) | García 31' |

| México                                | 3–1        | Guatemala |
| ------------------------------------- | ---------- | --------- |
| Bautista 28' · Garcés 38' · Ochoa 90' | (Chi tiết) | Plata 36' |

| Guatemala | 0–1        | El Salvador |
| --------- | ---------- | ----------- |
|           | (Chi tiết) | Cabrera 58' |

### Bảng B
| Đội      | Trận | Thắng | Hòa | Thua | BT | BB | HS | Điểm |
| -------- | ---- | ----- | --- | ---- | -- | -- | -- | ---- |
| Hoa Kỳ   | 2    | 2     | 0   | 0    | 3  | 1  | +2 | 6    |
| Hàn Quốc | 2    | 0     | 1   | 1    | 1  | 2  | −1 | 1    |
| Cuba     | 2    | 0     | 1   | 1    | 0  | 1  | −1 | 1    |

| Hoa Kỳ                    | 2–1        | Hàn Quốc           |
| ------------------------- | ---------- | ------------------ |
| Donovan 36' · Beasley 90' | (Chi tiết) | Song Chong-Gug 38' |

| Cuba | 0–1        | Hoa Kỳ      |
| ---- | ---------- | ----------- |
|      | (Chi tiết) | McBride 22' |

| Hàn Quốc | 0–0        | Cuba |
| -------- | ---------- | ---- |
|          | (Chi tiết) |      |

### Bảng C
| Đội                | Số trận | Thắng | Hòa | Thua | Bàn thắng | Bàn thua | Hiệu số | Điểm |
| ------------------ | ------- | ----- | --- | ---- | --------- | -------- | ------- | ---- |
| Costa Rica         | 2       | 1     | 1   | 0    | 3         | 1        | +2      | 4    |
| Martinique         | 2       | 1     | 0   | 1    | 1         | 2        | −1      | 3    |
| Trinidad và Tobago | 2       | 0     | 1   | 1    | 1         | 2        | −1      | 1    |

| Martinique | 0 – 2    | Costa Rica               |
| ---------- | -------- | ------------------------ |
|            | (Report) | Meford 38' · Fonseca 55' |

| Costa Rica  | 1 – 1      | Trinidad và Tobago |
| ----------- | ---------- | ------------------ |
| Fonseca 56' | (Chi tiết) | John 90'           |

| Trinidad và Tobago | 0 – 1      | Martinique |
| ------------------ | ---------- | ---------- |
|                    | (Chi tiết) | Percin 51' |

### Bảng D
| Đội     | Số trận | Thắng | Hòa | Thua | Bàn thắng | Bàn thua | Hiệu số | Điểm |
| ------- | ------- | ----- | --- | ---- | --------- | -------- | ------- | ---- |
| Haiti   | 2       | 1     | 0   | 1    | 2         | 2        | 0       | 3    |
| Canada  | 2       | 1     | 0   | 1    | 2         | 2        | 0       | 3    |
| Ecuador | 2       | 1     | 0   | 1    | 2         | 2        | 0       | 3    |

| Haiti | 0 – 2      | Canada           |
| ----- | ---------- | ---------------- |
|       | (Chi tiết) | McKenna 28', 48' |

| Ecuador | 0 – 2      | Haiti                         |
| ------- | ---------- | ----------------------------- |
|         | (Chi tiết) | Méndez 6' (l.n.) · Alerte 44' |

| Canada | 0 – 2      | Ecuador           |
| ------ | ---------- | ----------------- |
|        | (Chi tiết) | Aguinaga 88', 90' |

## Vòng đấu loại trực tiếp
|  | Tứ kết                | Tứ kết                |                       |       | Bán kết       | Bán kết       |  |  | Chung kết | Chung kết |
|  |                       |                       |                       |       |               |               |  |  |           |           |
|  | 26 tháng 1 - Miami    |                       |                       |       |               |               |  |  |           |           |
|  |                       |                       |                       |       |               |               |  |  |           |           |
|  | Costa Rica            | 2                     |                       |       |               |               |  |  |           |           |
|  | Costa Rica            | 2                     | 30 tháng 1 - Pasadena |       |               |               |  |  |           |           |
|  | Haiti                 | 1                     |                       |       |               |               |  |  |           |           |
|  | Haiti                 | 1                     | Costa Rica            | 3     |               |               |  |  |           |           |
|  | 27 tháng 1 - Pasadena |                       | Costa Rica            | 3     |               |               |  |  |           |           |
|  |                       | Hàn Quốc              | 1                     |       |               |               |  |  |           |           |
|  | México                | Hàn Quốc              | 1                     | 0 (2) |               |               |  |  |           |           |
|  | México                |                       | 2 tháng 2 - Pasadena  | 0 (2) |               |               |  |  |           |           |
|  | Hàn Quốc              | 0 (4)                 |                       |       |               |               |  |  |           |           |
|  | Hàn Quốc              | 0 (4)                 | Hoa Kỳ                | 2     |               |               |  |  |           |           |
|  | 26 tháng 1 - Miami    |                       | Hoa Kỳ                | 2     |               |               |  |  |           |           |
|  |                       | Costa Rica            | 0                     |       |               |               |  |  |           |           |
|  | Canada                | Costa Rica            | 0                     | 1 (6) |               |               |  |  |           |           |
|  | Canada                | 30 tháng 1 - Pasadena |                       | 1 (6) |               |               |  |  |           |           |
|  | Martinique            | 1 (5)                 |                       |       |               |               |  |  |           |           |
|  | Martinique            | 1 (5)                 | Canada                | 0 (2) |               |               |  |  |           |           |
|  | 27 tháng 1 - Pasadena |                       | Canada                | 0 (2) |               |               |  |  |           |           |
|  |                       | Hoa Kỳ                | 0 (4)                 |       | Tranh hạng ba | Tranh hạng ba |  |  |           |           |
|  | Hoa Kỳ                | Hoa Kỳ                | 0 (4)                 | 4     | Tranh hạng ba | Tranh hạng ba |  |  |           |           |
|  | Hoa Kỳ                |                       | 2 tháng 2 - Pasadena  | 4     |               |               |  |  |           |           |
|  | El Salvador           | 0                     |                       |       |               |               |  |  |           |           |
|  | El Salvador           | 0                     | Canada                | 2     |               |               |  |  |           |           |
|  |                       |                       |                       |       |               |               |  |  |           |           |
|  | Hàn Quốc              | 1                     |                       |       |               |               |  |  |           |           |
|  | Hàn Quốc              | 1                     |                       |       |               |               |  |  |           |           |

### Tứ kết
| Costa Rica             | 2–1 (h.p.) | Haiti      |
| ---------------------- | ---------- | ---------- |
| Centeno 2' · Gómez 97' |            | Pierre 62' |

| Canada                                                            | 1–1 (h.p.) | Martinique                                                      |
| ----------------------------------------------------------------- | ---------- | --------------------------------------------------------------- |
| McKenna 73'                                                       |            | Rogers 63' (l.n.)                                               |
| Loạt sút luân lưu                                                 |            |                                                                 |
| McKenna · Brennan · DeRosario · Nsaliwa · deVos · Stalteri · Bent | 6–5        | Lupon · Clement · DiCanot · Mirande · Reuperne · Heurlie · Lina |

| México                            | 0–0 (h.p.) | Hàn Quốc                                                      |
| --------------------------------- | ---------- | ------------------------------------------------------------- |
|                                   |            |                                                               |
| Loạt sút luân lưu                 |            |                                                               |
| Noriega · de Anda · Sosa · Hierro | 2–4        | Lee Eul-Yong · Lee Dong-Gook · Choi Sung-Yong · Lee Young-Pyo |

| Hoa Kỳ                           | 4–0 | El Salvador |
| -------------------------------- | --- | ----------- |
| McBride 9', 11', 21' · Razov 72' |     |             |

### Bán kết
| Costa Rica                    | 3–1 | Hàn Quốc           |
| ----------------------------- | --- | ------------------ |
| Gomez 44' · Wanchope 77', 82' |     | Choi Jin-Cheul 81' |

| Canada                                   | 0–0 (h.p.) | Hoa Kỳ                             |
| ---------------------------------------- | ---------- | ---------------------------------- |
|                                          |            |                                    |
| Loạt sút luân lưu                        |            |                                    |
| McKenna · Stalteri · DeRosario · Nsaliwa | 2–4        | Donovan · McBride · Agoos · Mathis |

### Tranh hạng ba
| Canada                                 | 2–1 | Hàn Quốc        |
| -------------------------------------- | --- | --------------- |
| Kim Do-Hoon 34' (l.n.) · DeRosario 35' |     | Kim Do-Hoon 15' |

### Chung kết
| Hoa Kỳ                | 2–0 | Costa Rica |
| --------------------- | --- | ---------- |
| Wolff 37' · Agoos 63' |     |            |

### Vô địch
| Vô địch Cúp Vàng CONCACAF 2002 Hoa Kỳ Lần thứ hai |

## Giải thưởng
| Vua phá lưới:  | Cầu thủ xuất sắc nhất: | Tân binh của giải đấu: | Giải Fair Play: |
| -------------- | ---------------------- | ---------------------- | --------------- |
| Carlo Corazzin | Craig Forrest          | Richard Hastings       | Jason de Vos    |

## Danh sách cầu thủ ghi bàn
4 bàn
- Brian McBride

3 bàn
- Kevin McKenna

2 bàn
- Rolando Fonseca
- Ronald Gomez
- Paulo Wanchope
- Álex Aguinaga

## Giải thưởng
Cầu thủ xuất sắc nhất
- Brian McBride

Thủ môn xuất sắc nhất
- Lars Hirschfeld

Đội đoạt giải phong cách
- Costa Rica

Best XI
- G -  Odelin Molina
- D -  Luis Marin
- D -  Jeff Agoos
- D -  Jason DeVos
- M -  Luis Sosa
- M -  Mauricio Solis
- M -  Landon Donovan
- M -  Kim Nam-Il
- M -  Ronald Gomez
- F -  Kevin McKenna
- F -  Brian McBride

Dự bi
- G -  Shaka Hislop
- D -  Ludovic Mirande
- D -  Pierre Bruny
- M -  Santos Cabrera
- M -  Álex Aguinaga
- F -  Ronald Cerritos
- F -  Juan Carlos Plata

## Bảng xếp hạng giải đấu
| Đội | Đội                | Số trận | Thắng | Hòa | Thua | Bàn thắng | Bàn thua | Hiệu số |
| --- | ------------------ | ------- | ----- | --- | ---- | --------- | -------- | ------- |
| F   | Hoa Kỳ             | 5       | 4     | 1   | 0    | 9         | 1        | +8      |
| F   | Costa Rica         | 5       | 3     | 1   | 1    | 8         | 5        | +3      |
| S   | Canada             | 5       | 2     | 2   | 1    | 5         | 4        | +1      |
| S   | Hàn Quốc           | 5       | 0     | 2   | 3    | 3         | 7        | -4      |
| Q   | México             | 3       | 2     | 1   | 0    | 4         | 1        | +3      |
| Q   | Martinique         | 3       | 1     | 1   | 1    | 2         | 3        | -1      |
| Q   | Haiti              | 3       | 1     | 0   | 2    | 3         | 4        | -1      |
| Q   | El Salvador        | 3       | 1     | 0   | 2    | 1         | 5        | -4      |
| 1   | Ecuador            | 2       | 1     | 0   | 1    | 2         | 2        | 0       |
| 1   | Trinidad và Tobago | 2       | 0     | 1   | 1    | 1         | 2        | -1      |
| 1   | Cuba               | 2       | 0     | 1   | 1    | 0         | 1        | -1      |
| 1   | Guatemala          | 2       | 0     | 0   | 2    | 1         | 4        | -3      |